# 荒尾市立荒尾第二小学校
荒尾市立荒尾第二小学校（あらおしりつ あらおだいにしょうがっこう）は、かつて熊本県荒尾市万田西ノ峰にあった公立小学校。

## 沿革
- 1909年（明治42年） - 荒尾尋常高等小学校から分離し荒尾尋常小学校開校
- 1910年（明治43年） - 荒尾北尋常小学校と改称
- 1919年（大正8年） - 荒尾町立荒尾北尋常小学校と改称
- 1924年（大正13年） - 荒尾第三小学校を分離
- 1941年（昭和16年） - 荒尾第二国民学校と改称
- 1942年（昭和17年） - 荒尾市立荒尾第二国民学校と改称
- 1947年（昭和22年） - 荒尾市立荒尾第二小学校と改称
- 2011年（平成23年） - 荒尾市立荒尾第三小学校と統合し荒尾市立万田小学校となる。

## 学校周辺
- イオンタウン荒尾
- マックスバリュ荒尾店